# Nordische Badmintonmeisterschaft 1966
Die Nordische Badmintonmeisterschaft 1966 fand vom 19. bis zum 20. November 1966 in Sandefjord statt. Es war die fünfte Auflage dieses internationalen Badmintonwettbewerbs der skandinavischen Staaten.

## Finalresultate
| Disziplin    | Sieger                      | Finalist                       | Ergebnis           |
| ------------ | --------------------------- | ------------------------------ | ------------------ |
| Herreneinzel | Erland Kops                 | Svend Pri                      | 10–15, 18–17, 15–7 |
| Dameneinzel  | Ulla Strand                 | Eva Twedberg                   | 11–5, 11–6         |
| Herrendoppel | Erland Kops Henning Borch   | Svend Pri Per Walsøe           | 18–16, 15–8        |
| Damendoppel  | Karin Jørgensen Ulla Strand | Eva Twedberg Gunilla Dahlström | 15–9, 15–6         |
| Mixed        | Per Walsøe Ulla Strand      | Henning Borch Karin Jørgensen  | 15–1, 15–9         |